# Ваш, Янош
Янош Ваш (венг. Vas János, род. 29 января 1984, Дунауйварош) — венгерский хоккеист, левый нападающий. В настоящее время является игроком клуба «ДВТК Йегешмедвек Мишкольц», выступающего в Словацкой экстралиге. Игрок сборной Венгрии. Брат Мартона Ваша.

## Достижения

### Клубные
- Чемпион Венгрии: 2000, 2010
- Обладатель Кубка Венгрии: 2010, 2018
- Обладатель Кубка Франции: 2014

### В сборной
- Победитель второго дивизиона молодёжного (U20) чемпионата мира: 2003
- Победитель первого дивизиона чемпионата мира: 2008